# August Neo
August Neo (Padise, Estonia, 12 de febrero de 1908-Aarhus, Dinamarca, 19 de agosto de 1982) fue un deportista estonio especialista en lucha grecorromana  y lucha libre olímpica donde llegó a ser subcampeón olímpico en Berlín 1936.

## Carrera deportiva
En los Juegos Olímpicos de 1936 celebrados en Berlín ganó la medalla de bronce en lucha grecorromana estilo peso ligero-pesado, tras el sueco Axel Cadier (oro) y el letón Edvīns Bietags (plata). También ganó la medalla de plata en lucha libre olímpica en la misma categoría.